# 동탄목동중학교
동탄목동중학교(東灘睦洞中學校)는 대한민국 경기도 화성시 목동에 있는 공립 중학교이다.

## 학교 연혁
- 2019년 3월 1일 : 동탄목동중학교 개교(11학급)
- 2019년 3월 1일 : 초대 오정원 교장 취임
- 2019년 3월 4일 : 제1회 신입생 입학(6개학급 254명)
- 2019년 3월 4일 : 2학년(3개 학급), 3학년(2개 학급) 전입생 학년 구성
- 2020년 1월 7일 : 제1회 졸업장 수여식(3개학급 106명)
- 2021년 3월 1일 : 제2대 박종수 교장 취임
- 2024년 1월 8일 : 제5회 졸업장 수여식(12개학급 393명)
- 2024년 3월 4일 : 제6회 신입생 입학(12개학급 408명)

## 참고 자료
- 동탄목동중학교 - 한국교육학술정보원 학교알리미